# Amagami SS
Amagami SS (アマガミSS?), è una serie televisiva anime basata dal videogioco di Enterbrain intitolato Amagami prodotta dallo studio di animazione AIC.. La serie è composta da ventisei episodi, le cui trasmissioni sono durate dal 1º luglio 2010 al 23 dicembre 2010.
Il 5 gennaio 2012 è iniziata una seconda stagione dell'anime intitolata Amagami SS+ (アマガミSS+?, Amagami SS+) e si è conclusa il 29 marzo 2012.

## Trama
Alla vigilia di Natale, l'appuntamento romantico di uno studente del secondo anno, Junichi Tachibana, va in fumo, quando la ragazza che aspettava non si presenta all'incontro. L'episodio segnerà drammaticamente il ragazzo che inizierà ad odiare il Natale ed a disinteressarsi all'amore. Tuttavia alcune compagne di scuola potrebbero riuscire a fargli cambiare idea.
La storia dell'anime si divide in sei archi narrativi, non in relazione tra loro, ognuno dedicato ad una delle sei protagoniste dell'anime (Haruka Morishima, Kaoru Tanamachi, Sae Nakata, Ai Nanasaki, Rihoko Sakurai e Tsukasa Ayatsuji). Ogni arco racconta una versione alternativa della storia di Junichi, in cui il ragazzo finisce per innamorarsi di una fra le sei ragazze.
Gli unici episodi che mixano il contenuto delle 6 storie sono gli ultimi 2.

## Personaggi e doppiatori
- Hiromi Konno: Sae Nakata
- Kaori Nazuka: Tsukasa Ayatsuji
- Rina Satō: Kaoru Tanamachi
- Ryoko Shintani: Rihoko Sakurai
- Shizuka Itō: Haruka Morishima
- Tomoaki Maeno: Jun'ichi Tachibana
- Yukana: Ai Nanasaki
- Aiko Igarashi: Yukari Ayatsuji
- Hitomi Harada: Manaka Hiba
- Izumi Satou: Ruriko Yuzuki
- Kana Asumi: Miya Tachibana
- Mai Kadowaki: Keiko Tanaka
- Mai Kadowaki: Risa Kamizaki
- Risa Hayamizu: Maya Takahashi
- Takuma Terashima: Masayoshi Umehara
- Yuki Matsuoka: Kanae Itō
- Yuu Asakawa: Hibiki Tsukahara

## Episodi

### Amagami SS
| Nº                           | Titolo italiano Giapponese 「Kanji」 - Rōmaji | In onda           | In onda |
| Nº                           | Titolo italiano Giapponese 「Kanji」 - Rōmaji | Giapponese        |         |
| Haruka Morishima (4 episodi) |                                               |                   |         |
| 01                           | Longing 「アコガレ」 - Akogare                | 1º luglio 2010    |         |
| 02                           | Approach 「セッキン」 - Sekkin                | 8 luglio 2010     |         |
| 03                           | Jealousy 「ヤキモチ」 - Yakimochi             | 15 luglio 2010    |         |
| 04                           | Romance 「レンアイ」 - Renai                  | 22 luglio 2010    |         |
| Kaoru Tanamachi (4 episodi)  |                                               |                   |         |
| 05                           | Bad Friend 「アクユウ」 - Akuyū               | 29 luglio 2010    |         |
| 06                           | Bewilderment 「トマドイ」 - Tomadoi           | 5 agosto 2010     |         |
| 07                           | Betrayal 「ウラギリ」 - Uragiri               | 12 agosto 2010    |         |
| 08                           | Progress 「シンテン」 - Shinten               | 19 agosto 2010    |         |
| Sae Nakata (4 episodi)       |                                               |                   |         |
| 09                           | Underclassman 「コウハイ」 - Kōhai            | 26 agosto 2010    |         |
| 10                           | Training 「トックン」 - Tokkun                | 3 settembre 2010  |         |
| 11                           | Change 「ヘンカク」 - Henkaku                 | 10 settembre 2010 |         |
| 12                           | Lovers 「コイビト」 - Koibito                 | 17 settembre 2010 |         |
| Ai Nanasaki (4 episodi)      |                                               |                   |         |
| 13                           | Worst 「サイアク」 - Saiaku                   | 24 settembre 2010 |         |
| 14                           | Heartbeat 「トキメキ」 - Tokimeki             | 8 ottobre 2010    |         |
| 15                           | Transformation 「ヘンシン」 - Henshin         | 14 ottobre 2010   |         |
| 16                           | Confession 「コクハク」 - Kokuhaku            | 21 ottobre 2010   |         |
| Rihoko Sakurai (4 episodi)   |                                               |                   |         |
| 17                           | Memories 「オモイデ」 - Omoide                | 28 ottobre 2010   |         |
| 18                           | Assistance 「テツダイ」 - Tetsudai            | 4 novembre 2010   |         |
| 19                           | Succession 「ヒキツギ」 - Hikitsugi           | 11 novembre 2010  |         |
| 20                           | Farewell 「サヨナラ」 - Sayonara              | 18 novembre 2010  |         |
| Tsukasa Ayatsuji (4 episodi) |                                               |                   |         |
| 21                           | Discovery 「ハッケン」 - Hakken               | 25 novembre 2010  |         |
| 22                           | Inner Side 「ウラガワ」 - Uragawa             | 2 dicembre 2010   |         |
| 23                           | Pride 「プライド」 - Puraido                  | 9 dicembre 2010   |         |
| 24                           | Promise 「ヤクソク」 - Yakusoku               | 16 dicembre 2010  |         |
| Speciale - Risa Kamizaki     |                                               |                   |         |
| 25                           | Truth 「シンジツ」 - Shinjitsu                | 23 dicembre 2010  |         |
| Speciale - Miya Tachibana    |                                               |                   |         |
| 26                           | Little Sister 「イモウト」 - Imōto            | 29 aprile 2011    |         |

### Amagami SS +
| Nº                           | Titolo italiano Giapponese 「Kanji」 - Rōmaji | In onda          | In onda |
| Nº                           | Titolo italiano Giapponese 「Kanji」 - Rōmaji | Giapponese       |         |
| Tsukasa Ayatsuji (2 episodi) |                                               |                  |         |
| 01                           | Temptation 「ユウワク」 - Yūwaku              | 5 gennaio 2012   |         |
| 02                           | Showdown 「ケッセン」 - Kessen                | 12 gennaio 2012  |         |
| Rihoko Sakurai (2 episodi)   |                                               |                  |         |
| 03                           | Twilight 「ユウグレ」 - Yūgure                | 19 gennaio 2012  |         |
| 04                           | Wind Chime 「フウリン」 - Fūrin               | 26 gennaio 2012  |         |
| Ai Nanasaki (2 episodi)      |                                               |                  |         |
| 05                           | Bold Front 「ツヨガリ」 - Tsuyogari           | 2 febbraio 2012  |         |
| 06                           | Strife 「トウソウ」 - Tōsō                    | 9 febbraio 2012  |         |
| Kaoru Tanamachi (2 episodi)  |                                               |                  |         |
| 07                           | Sketch 「スケツチ」 - Suketsuchi              | 16 febbraio 2012 |         |
| 08                           | Companion 「ミチヅレ」 - Michizure            | 23 febbraio 2012 |         |
| Sae Nakata (2 episodi)       |                                               |                  |         |
| 09                           | Doubt 「ウタガイ」 - Utagai                   | 1º marzo 2012    |         |
| 10                           | Wish 「オネガイ」 - Onegai                    | 8 marzo 2012     |         |
| Haruka Morishima (2 episodi) |                                               |                  |         |
| 11                           | Sexy 「セクシー」 - Sekushii                  | 15 marzo 2012    |         |
| 12                           | Departure 「タビダチ」 - Tabidachi            | 22 marzo 2012    |         |
| Speciale - Miya Tachibana    |                                               |                  |         |
| 13                           | Hot Spring 「オンセン」 - Onsen               | 29 marzo 2012    |         |

## Colonna sonora

### Amagami SS
Sigle di apertura
1. i Love cantata da azusa
2. Kimi no Mama de (君のままで) cantata da azusa

Sigle di chiusura
1. Kimi no Hitomi ni Koishiteru (キミの瞳に恋してる) cantata da Shizuka Itō
2. Kitto Ashita wa... (きっと明日は…; Surely Tomorrow...) cantata da Rina Satō (eps 5-8)
3. Anata Shika Mienai (あなたしか見えない; I Only See You) cantata da Hiromi Konno (eps 9-12)
4. Koi wa Mizu-iro (恋はみずいろ) cantata da Yukana
5. Koi wa Aserazu (恋はあせらず) cantata da Ryoko Shintani
6. Nageki no Tenshi (嘆きの天使) cantata da Kaori Nazuka
7. Koi no Yukue (恋のゆくえ) cantata da Mai Kadowaki
8. Suteki na Aru Hi (素敵なある日) cantata da Kana Asumi

### Amagami SS +
Sigle di apertura
1. Check My Soul cantata da azusa

Sigle di chiusura
1. Kokuhaku (告白) cantata da azusa